# Walter Hautzig
Pour les articles homonymes, voir Hautzig.
Walter Hautzig (en hébreu : ולטר האוציג) est un pianiste américain, né le 28 septembre 1921 à Vienne en Autriche et mort à New York le 30 janvier 2017.

## Biographie
Walter Hautzig étudie auprès de Josef Tal et Mieczysław Munz. Il a donné des cours de maître à des centaines d'étudiants du monde entier, a fait des tournées au Japon plus de 30 fois et a joué pour le président Jimmy Carter. Il était aussi proche ami d'Eleanor Roosevelt.
Il est veuf de l'écrivaine Esther Rudomin, et père de David et Deborah Hautzig.

## Élèves
- Martin Berkofsky
- Yaron Kohlberg
- Ananda Sukarlan
- Dr Lynn Rice-See
- Dr Andrew Cooperstock
- Alan Sternfield
- Robin Zemp
- Dr Barry Goldsmith
- Dr Daniel Paul Horn